# Formelsammlung analytische Geometrie
Dies ist eine Formelsammlung zu dem mathematischen Teilgebiet analytische Geometrie.

## Vorbemerkungen zur Schreibweise
Im Folgenden werden durchnummerierte kartesische Koordinaten {\displaystyle x_{1}} (gleichwertig zu {\displaystyle x}), {\displaystyle x_{2}} (gleichwertig zu {\displaystyle y}), {\displaystyle x_{3}} (gleichwertig zu {\displaystyle z}) verwendet. Vektoren werden in Pfeilschreibweise notiert. Ortsvektoren werden mit demselben Großbuchstaben bezeichnet wie die entsprechenden Punkte. Das Skalarprodukt wird durch {\displaystyle \cdot } ausgedrückt, das Kreuzprodukt (Vektorprodukt) durch {\displaystyle \times }.

## Analytische Geometrie der euklidischen Ebene

### Bezeichnungen
Im Folgenden habe der Punkt {\displaystyle P} die Koordinaten {\displaystyle (p_{1},p_{2})}; die Punkte {\displaystyle A,B,C} in dieser Reihenfolge {\displaystyle (a_{1},a_{2}),(b_{1},b_{2}),(c_{1},c_{2})}

### Punkte
Punkte werden durch kartesische Koordinaten oder durch Ortsvektoren beschrieben.
 Koordinatendarstellung eines Punktes 
{\displaystyle P(p_{1}|p_{2})} oder {\displaystyle P(p_{1},p_{2})}
 Ortsvektor des Punktes  {\displaystyle P(p_{1}|p_{2})}:
{\displaystyle {\vec {P}}={\begin{pmatrix}p_{1}\\p_{2}\end{pmatrix}}}
 Verbindungsvektor zweier Punkte  {\displaystyle A,B}:
{\displaystyle {\overrightarrow {AB}}={\vec {B}}-{\vec {A}}={\begin{pmatrix}b_{1}-a_{1}\\b_{2}-a_{2}\end{pmatrix}}}
 Mittelpunkt der Strecke  {\displaystyle AB} (als Ortsvektor):
{\displaystyle {\vec {M}}={\tfrac {1}{2}}\left({\vec {A}}+{\vec {B}}\right)={\tfrac {1}{2}}{\begin{pmatrix}a_{1}+b_{1}\\a_{2}+b_{2}\end{pmatrix}}}
 Teilungspunkt : Der Punkt, der die Strecke {\displaystyle AB} im Verhältnis {\displaystyle \lambda } teilt:
{\displaystyle {\vec {T}}={\frac {1}{1+\lambda }}\left({\vec {A}}+\lambda {\vec {B}}\right)={\frac {1}{1+\lambda }}{\begin{pmatrix}a_{1}+\lambda b_{1}\\a_{2}+\lambda b_{2}\end{pmatrix}}}
 Schwerpunkt eines Dreiecks  {\displaystyle ABC}:
{\displaystyle {\vec {S}}={\tfrac {1}{3}}\left({\vec {A}}+{\vec {B}}+{\vec {C}}\right)={\tfrac {1}{3}}{\begin{pmatrix}a_{1}+b_{1}+c_{1}\\a_{2}+b_{2}+c_{2}\end{pmatrix}}}

### Geraden
Parametergleichung der Geraden (Punkt-Richtungs-Form)  durch den Punkt {\displaystyle A(a_{1}|a_{2})} mit dem Richtungsvektor {\displaystyle {\vec {u}}={\begin{pmatrix}u_{1}\\u_{2}\end{pmatrix}}}:
{\displaystyle {\vec {X}}={\vec {A}}+\lambda {\vec {u}}={\begin{pmatrix}a_{1}\\a_{2}\end{pmatrix}}+\lambda {\begin{pmatrix}u_{1}\\u_{2}\end{pmatrix}}}
Der Parameter {\displaystyle \lambda } kann alle reellen Zahlen als Wert annehmen und {\displaystyle {\vec {u}}} darf nicht der Nullvektor sein.
 Parametergleichung der Geraden (Zwei-Punkte-Form)  durch die Punkte {\displaystyle A,B}:
{\displaystyle {\vec {X}}={\vec {A}}+\lambda \left({\vec {B}}-{\vec {A}}\right)={\begin{pmatrix}a_{1}\\a_{2}\end{pmatrix}}+\lambda {\begin{pmatrix}b_{1}-a_{1}\\b_{2}-a_{2}\end{pmatrix}}}
Der Parameter {\displaystyle \lambda } kann alle reellen Zahlen als Wert annehmen und .{\displaystyle A} und {\displaystyle B} müssen verschieden sein.
 Normalengleichung der Geraden  durch den Punkt {\displaystyle A} mit dem Normalenvektor {\displaystyle {\vec {n}}={\begin{pmatrix}n_{1}\\n_{2}\end{pmatrix}}} in vektorieller Schreibweise:
{\displaystyle {\vec {n}}\cdot \left({\vec {X}}-{\vec {A}}\right)=0} bzw. {\displaystyle {\begin{pmatrix}n_{1}\\n_{2}\end{pmatrix}}\cdot {\begin{pmatrix}x_{1}-a_{1}\\x_{2}-a_{2}\end{pmatrix}}=0}
 Koordinatengleichung, explizite Form  der Geraden mit der Steigung {\displaystyle m} durch den Punkt {\displaystyle (0|t)} der {\displaystyle x_{2}}-Achse:
{\displaystyle \,x_{2}=mx_{1}+t}
Einschränkung: Die Gerade darf nicht parallel zur {\displaystyle x_{2}}-Achse sein.
 Koordinatengleichung, Achsenabschnittsform der Geraden durch die Punkte {\displaystyle (s|0)} (auf der {\displaystyle x_{1}}-Achse) und {\displaystyle (0|t)} (auf der {\displaystyle x_{2}}-Achse):
{\displaystyle {\frac {x_{1}}{s}}+{\frac {x_{2}}{t}}=1}
Einschränkung: Die gegebenen Punkte dürfen nicht mit dem Ursprung übereinstimmen, d. h. es muss {\displaystyle s\neq 0} und {\displaystyle t\neq 0} gelten.

### Abstände
Abstand der Punkte {\displaystyle A,B}:
{\displaystyle {\overline {AB}}=\left|{\vec {B}}-{\vec {A}}\right|={\sqrt {(b_{1}-a_{1})^{2}+(b_{2}-a_{2})^{2}}}}
Abstand des Punktes {\displaystyle P} von der Geraden {\displaystyle g} mit der Normalengleichung {\displaystyle n_{1}x_{1}+n_{2}x_{2}+n_{0}=0} (siehe Hessesche Normalform):
{\displaystyle d(P,g)={\frac {\left|n_{1}p_{1}+n_{2}p_{2}+n_{0}\right|}{\sqrt {{n_{1}}^{2}+{n_{2}}^{2}}}}}
Abstand zweier paralleler Geraden {\displaystyle g} und {\displaystyle g'} mit den Normalengleichungen {\displaystyle n_{1}x_{1}+n_{2}x_{2}+n_{0}=0} bzw. {\displaystyle n_{1}x_{1}+n_{2}x_{2}+n_{0}'=0}:
{\displaystyle d(g,g')={\frac {\left|n_{0}-n_{0}'\right|}{\sqrt {{n_{1}}^{2}+{n_{2}}^{2}}}}}

### Projektionen
Orthogonalprojektion eines Punkts {\displaystyle B} auf eine Gerade {\displaystyle g} in Parameterform {\displaystyle {\vec {X}}={\vec {A}}+\lambda {\vec {u}}}:
{\displaystyle {\vec {P}}_{g}={\vec {A}}+{\frac {({\vec {B}}-{\vec {A}})\cdot {\vec {u}}}{{\vec {u}}\cdot {\vec {u}}}}\,{\vec {u}}}
Orthogonalprojektion eines Punkts {\displaystyle B} auf eine Gerade {\displaystyle g} in Normalenform {\displaystyle ({\vec {X}}-{\vec {A}})\cdot {\vec {n}}=0}:
{\displaystyle {\vec {P}}_{g}={\vec {B}}-{\frac {({\vec {B}}-{\vec {A}})\cdot {\vec {n}}}{{\vec {n}}\cdot {\vec {n}}}}\,{\vec {n}}}
Parallelprojektion in Richtung {\displaystyle {\vec {v}}} eines Punkts {\displaystyle B} auf eine Gerade {\displaystyle g} in Normalenform {\displaystyle ({\vec {X}}-{\vec {A}})\cdot {\vec {n}}=0}:
{\displaystyle {\vec {P}}_{g,{\vec {v}}}={\vec {B}}-{\frac {({\vec {B}}-{\vec {A}})\cdot {\vec {n}}}{{\vec {v}}\cdot {\vec {n}}}}\,{\vec {v}}}

### Winkel
Schnittwinkel (kleinerer Winkel) {\displaystyle \epsilon } zwischen zwei Geraden mit den Richtungsvektoren {\displaystyle {\vec {u}}} und {\displaystyle {\vec {v}}} (vergleiche Skalarprodukt):
{\displaystyle \cos \epsilon ={\frac {\left|{\vec {u}}\cdot {\vec {v}}\right|}{\left|{\vec {u}}\right|\left|{\vec {v}}\right|}}={\frac {\left|u_{1}v_{1}+u_{2}v_{2}\right|}{{\sqrt {{u_{1}}^{2}+{u_{2}}^{2}}}{\sqrt {{v_{1}}^{2}+{v_{2}}^{2}}}}}}

### Flächen
Fläche des Dreiecks {\displaystyle ABC} (siehe Kreuzprodukt):
{\displaystyle {\begin{aligned}F_{ABC}&={\tfrac {1}{2}}\left|{\overrightarrow {AB}}\times {\overrightarrow {AC}}\right|={\tfrac {1}{2}}\left|\left({\vec {B}}-{\vec {A}}\right)\times \left({\vec {C}}-{\vec {A}}\right)\right|\\&={\tfrac {1}{2}}\left|(a_{1}b_{2}-a_{2}b_{1})+(b_{1}c_{2}-b_{2}c_{1})+(c_{1}a_{2}-c_{2}a_{1})\right|\end{aligned}}}
Fläche des nicht überschlagenen Polygons mit den Ecken {\displaystyle P_{1}(p_{11}|p_{12}),\dotsc ,P_{n}(p_{n1}|p_{n2})}:
{\displaystyle {\begin{aligned}A={\Big |}{\tfrac {1}{2}}\cdot &\left(p_{11}p_{22}+p_{21}p_{32}+\dotsb +p_{n-1,1}p_{n2}+p_{n1}p_{12}\right.\\&-\left.p_{21}p_{12}-p_{31}p_{22}-\dotsb -p_{n1}p_{n-1,2}-p_{11}p_{n2}\right){\Big |}\end{aligned}}}

### Kreise
Gleichung des Kreises in kartesischen Koordinaten:
- des Einheitskreises

{\displaystyle {x_{1}}^{2}+{x_{2}}^{2}=1}
- allgemein: Mittelpunkt in {\displaystyle (c,d)}, Radius {\displaystyle r}

{\displaystyle (x-c)^{2}+(y-d)^{2}=r^{2}\,}
in Parameterform (allgemein):
{\displaystyle {\begin{pmatrix}x_{1}\\x_{2}\end{pmatrix}}={\begin{pmatrix}r\,\cos t+c\\r\,\sin t+d\end{pmatrix}}} mit {\displaystyle 0\leq t\leq 2\pi }
Gleichung des Kreises durch drei Punkte {\displaystyle P_{1}(x_{1},y_{1}),P_{2}(x_{2},y_{2}),P_{3}(x_{3},y_{3})}
{\displaystyle {\begin{vmatrix}x^{2}+y^{2}&x&y&1\\x_{1}^{2}+y_{1}^{2}&x_{1}&y_{1}&1\\x_{2}^{2}+y_{2}^{2}&x_{2}&y_{2}&1\\x_{3}^{2}+y_{3}^{2}&x_{3}&y_{3}&1\end{vmatrix}}=0}
Gleichung der Kreistangente im Punkt {\displaystyle B(b_{1}|b_{2})}
- Einheitskreis
{\displaystyle \,b_{1}x_{1}+b_{2}x_{2}=1}
- Allgemein:
{\displaystyle (x-c)(b_{1}-c)+(y-d)(b_{2}-d)=r^{2}\,}

Schnittpunkt der Geraden {\displaystyle y=mx+c} mit dem Kreis {\displaystyle x^{2}+y^{2}=r^{2}}:
{\displaystyle x_{1,2}=-{\frac {cm}{1+m^{2}}}\pm {\frac {1}{1+m^{2}}}{\sqrt {r^{2}(1+m^{2})-c^{2}}}}
{\displaystyle y_{1,2}={\frac {c}{1+m^{2}}}\pm {\frac {m}{1+m^{2}}}{\sqrt {r^{2}(1+m^{2})-c^{2}}}}
Mittelpunkt {\displaystyle {\vec {X}}} des Kreises durch drei Punkte {\displaystyle P_{1}(x_{1},y_{1}),P_{2}(x_{2},y_{2}),P_{3}(x_{3},y_{3})} die nicht auf einer Geraden liegen:
{\displaystyle {\vec {X}}=\left({\begin{array}{c}x_{1}\\x_{2}\end{array}}\right)={\frac {1}{2}}\left({\begin{array}{ccc}x_{1}-x_{3}&y_{1}-y_{3}\\x_{2}-x_{3}&y_{2}-y_{3}\end{array}}\right)^{-1}\left({\begin{array}{c}{\vec {P}}_{1}\cdot {\vec {P}}_{1}-{\vec {P}}_{3}\cdot {\vec {P}}_{3}\\{\vec {P}}_{2}\cdot {\vec {P}}_{2}-{\vec {P}}_{3}\cdot {\vec {P}}_{3}\end{array}}\right)}

### Kegelschnitte
| Kegelschnitt                                        | Ellipse | Hyperbel | Parabel |
| Eigenschaften                                       | Eigenschaften | Eigenschaften | Eigenschaften |
| --------------------------------------------------- | --- | --- | --- |
| Definition: Menge aller Punkte, für die …           | die Summe der Abstände zu den Brennpunkten {\displaystyle F_{1},F_{2}} konstant gleich 2a ist. | die Differenz der Abstände den beiden Brennpunkten konstant gleich 2a ist. | der Abstand zu einem Brennpunkt und der Leitgeraden l konstant ist. |
| Lineare Exzentrizität                               | {\displaystyle {\sqrt {a^{2}-b^{2}}}} | {\displaystyle {\sqrt {a^{2}+b^{2}}}} | -- |
| Koordinaten                                         | | | |
| Kartesische Koordinaten                             | {\displaystyle {\frac {x^{2}}{a^{2}}}+{\frac {y^{2}}{b^{2}}}=1} | {\displaystyle {\frac {x^{2}}{a^{2}}}-{\frac {y^{2}}{b^{2}}}=1} | {\displaystyle y^{2}=2px\,} |
| Achsenparallele Lage {\displaystyle M(c,d)}         | {\displaystyle {\frac {(x-c)^{2}}{a^{2}}}+{\frac {(y-d)^{2}}{b^{2}}}=1} | {\displaystyle {\frac {(x-c)^{2}}{a^{2}}}-{\frac {(y-d)^{2}}{b^{2}}}=1} | {\displaystyle (y-d)^{2}=2p(x-c)\,} |
| Parameterform                                       | {\displaystyle {\begin{pmatrix}x\\y\end{pmatrix}}={\begin{pmatrix}a\,\cos t\\b\,\sin t\end{pmatrix}}} mit {\displaystyle 0\leq t\leq 2\pi } | {\displaystyle x={\frac {a}{\cos(t)}};\;y=\pm b\tan(t)} {\displaystyle x=\pm a\cosh(t);\;y=b\sinh(t)} | |
| Geraden                                             | | | |
| Tangente in {\displaystyle P_{1}(p_{1},p_{2})}      | {\displaystyle {\frac {xp_{1}}{a^{2}}}+{\frac {yp_{2}}{b^{2}}}=1} | {\displaystyle {\frac {xp_{1}}{a^{2}}}-{\frac {yp_{2}}{b^{2}}}=1} | {\displaystyle yp_{2}=p(y+p_{2})\,} |
| Normale durch {\displaystyle P_{1}(p_{1},p_{2})}    | {\displaystyle y-p_{2}={\frac {a^{2}p_{2}}{b^{2}p_{1}}}(x-p_{1})} | {\displaystyle y-p_{2}=-{\frac {a^{2}p_{2}}{b^{2}p_{1}}}(x-p_{1})} | {\displaystyle y-p_{2}=-{\frac {p_{2}}{p}}(x-p_{1})} |
| Schnittpunkt mit der Geraden {\displaystyle y=mx+C} | {\displaystyle x_{1,2}=a^{2}m\alpha \pm \beta \cdot {\sqrt {D}}} {\displaystyle y_{1,2}=b^{2}\alpha \pm m\beta \cdot {\sqrt {D}}} {\displaystyle \alpha :={\frac {C}{b^{2}+a^{2}m^{2}}};\beta :={\frac {ab}{b^{2}+a^{2}m^{2}}};} {\displaystyle D:=a^{2}m^{2}+b^{2}-C^{2}\,} | {\displaystyle x_{1,2}=a^{2}m\alpha \pm \beta \cdot {\sqrt {D}}} {\displaystyle y_{1,2}=b^{2}\alpha \pm m\beta \cdot {\sqrt {D}}} {\displaystyle \alpha :={\frac {C}{b^{2}-a^{2}m^{2}}};\beta :={\frac {ab}{b^{2}-a^{2}m^{2}}}} {\displaystyle D:=b^{2}+c^{2}-a^{2}m^{2}\,} | {\displaystyle x_{1,2}={\frac {p-Cm}{m^{2}}}\pm {\frac {1}{m^{2}}}\cdot {\sqrt {D}}} {\displaystyle y_{1,2}={\frac {p}{m}}\pm {\frac {1}{m}}\cdot {\sqrt {D}}} {\displaystyle D:=p\cdot (p-2mC)} |
| Flächeninhalt                                       | | | |

### Ebene Kurven mit ausgezeichneterKrümmung
Da die geometrische Form einer ebenen Kurve unter Translation und Drehung invariant bleibt, kann eine ausgezeichnete (symmetrische) Darstellung ihrer analytischen Beschreibung gewählt werden. Insbesondere ist somit jede ebene, zweimal stetig differenzierbare Kurve bereits durch Angabe ihrer Krümmung (in jedem Punkt) eindeutig beschrieben. In den folgenden Formeln sind {\displaystyle a,b\in \mathbb {R} ^{+}} beliebige, aber feste Konstanten und {\displaystyle s} bezeichnet stets die Bogenlänge (bei natürlicher Parametrisierung).
| Kurve                  | Definitionsbereich                                                              | analytische Funktionsgleichung | analytische Funktionsgleichung                  | Krümmung {\displaystyle \kappa }                                                  | Charakterisierung ihrer Krümmung                                         |
| ---------------------- | ------------------------------------------------------------------------------- | --- | ----------------------------------------------- | --------------------------------------------------------------------------------- | ------------------------------------------------------------------------ |
| Gerade                 | {\displaystyle x\in \mathbb {R} } {\displaystyle s\in \mathbb {R} }             | {\displaystyle y(x)=ax} {\displaystyle {\begin{pmatrix}r(s)\\\varphi (s)\end{pmatrix}}={\begin{pmatrix}s\\b\end{pmatrix}}}                             | explizit kartesisch explizit polar parametrisch | {\displaystyle 0}                                                                 | null                                                                     |
| Kreis                  | {\displaystyle \varphi \in [0,2\pi ]}                                           | {\displaystyle r(\varphi )=a} | explizit polar                                  | {\displaystyle {\tfrac {1}{a}}}                                                   | konstant                                                                 |
| gleichseitige Hyperbel | {\displaystyle \varphi \in \left]-{\tfrac {\pi }{4}},{\tfrac {\pi }{4}}\right[} | {\displaystyle r(\varphi )^{2}={\tfrac {2a^{2}}{\cos(2\varphi )}}}                                                                                     | implizit polar                                  | {\displaystyle -{\tfrac {1}{r}}}                                                  | umgekehrt proportional zum vorzeichenbehafteten „Abstand“                |
| Lemniskate             | {\displaystyle \varphi \in \left[-{\tfrac {\pi }{4}},{\tfrac {\pi }{4}}\right]} | {\displaystyle r(\varphi )^{2}=2a^{2}\cos(2\varphi )}                                                                                                  | implizit polar                                  | {\displaystyle {\tfrac {3r}{2a^{2}}}}                                             | proportional zum vorzeichenbehafteten „Abstand“                          |
| Logarithmische Spirale | {\displaystyle \varphi \in \mathbb {R} }                                        | {\displaystyle r(\varphi )=ae^{b\varphi }} | explizit polar                                  | {\displaystyle {\tfrac {1}{r{\sqrt {1+b^{2}}}}}} {\displaystyle {\tfrac {1}{bs}}} | umgekehrt proportional zum Abstand umgekehrt proportional zur Bogenlänge |
| Klothoide              | {\displaystyle s\in \mathbb {R} }                                               | {\displaystyle {\begin{pmatrix}x(s)\\y(s)\end{pmatrix}}={\begin{pmatrix}C_{b}(s)\\S_{b}(s)\end{pmatrix}}\ }                                            | kartesisch parametrisch                         | {\displaystyle 2bs}                                                               | proportional zu ihrer Bogenlänge                                         |
| Katenoide              | {\displaystyle x\in \mathbb {R} }                                               | {\displaystyle y(x)=a\cosh({\tfrac {x}{a}})} {\displaystyle s(x)=a\sinh({\tfrac {x}{a}})}                                                              | explizit kartesisch                             | {\displaystyle {\tfrac {a}{y^{2}}}} {\displaystyle {\tfrac {a}{a^{2}+s^{2}}}}     | umgekehrt proportional zum Quadrat ihres x-Achsenabstandes               |
| Kreisevolvente         | {\displaystyle s\in \mathbb {R} _{0}^{+}}                                       | {\displaystyle {\begin{pmatrix}r(s)\\\varphi (s)\end{pmatrix}}={\begin{pmatrix}a{\sqrt {1+2s}}\\{\sqrt {2s}}-\arctan {({\sqrt {2s}})}\end{pmatrix}}\ } | explizit polar parametrisch                     | {\displaystyle {\tfrac {1}{a{\sqrt {2s}}}}}                                       | umgekehrt proportional zur Wurzel ihrer Bogenlänge                       |

Hier bezeichnen {\displaystyle C_{b}(x)} und {\displaystyle S_{b}(x)} die Fresnelschen Integrale.

## Analytische Geometrie des dreidimensionalen euklidischen Raumes

### Bezeichnungen
Im Folgenden haben die Punkte {\displaystyle X,P,A,B,C} in dieser Reihenfolge die Koordinaten {\displaystyle (x_{1},x_{2},x_{3}),(p_{1},p_{2},p_{3}),(a_{1},a_{2},a_{3}),(b_{1},b_{2},b_{2}),(c_{1},c_{2},c_{3})}.

### Punkte
Punkte werden durch kartesische Koordinaten oder durch Ortsvektoren beschrieben.
 Koordinatendarstellung 
{\displaystyle P(p_{1}|p_{2}|p_{3})}
 Ortsvektor 
{\displaystyle {\vec {P}}={\begin{pmatrix}p_{1}\\p_{2}\\p_{3}\end{pmatrix}}}
 Verbindungsvektor zweier Punkte  {\displaystyle AB}:
{\displaystyle {\overrightarrow {AB}}={\vec {B}}-{\vec {A}}={\begin{pmatrix}b_{1}-a_{1}\\b_{2}-a_{2}\\b_{3}-a_{3}\end{pmatrix}}}
 Mittelpunkt der Strecke  {\displaystyle AB}:
{\displaystyle {\vec {M}}={\tfrac {1}{2}}\left({\vec {A}}+{\vec {B}}\right)={\tfrac {1}{2}}{\begin{pmatrix}a_{1}+b_{1}\\a_{2}+b_{2}\\a_{3}+b_{3}\end{pmatrix}}}
 Teilungspunkt , der die Strecke {\displaystyle AB} im Verhältnis {\displaystyle \lambda } teilt:
{\displaystyle {\vec {T}}={\frac {1}{1+\lambda }}\left({\vec {A}}+\lambda {\vec {B}}\right)={\frac {1}{1+\lambda }}{\begin{pmatrix}a_{1}+\lambda b_{1}\\a_{2}+\lambda b_{2}\\a_{3}+\lambda b_{3}\end{pmatrix}}}
 Schwerpunkt eines Dreiecks  mit den Ecken {\displaystyle A,B,C}:
{\displaystyle {\vec {S}}={\tfrac {1}{3}}\left({\vec {A}}+{\vec {B}}+{\vec {C}}\right)={\tfrac {1}{3}}{\begin{pmatrix}a_{1}+b_{1}+c_{1}\\a_{2}+b_{2}+c_{2}\\a_{3}+b_{3}+c_{3}\end{pmatrix}}}

### Geraden
Parametergleichung einer Geraden (Punkt-Richtungs-Form)  durch den Punkt {\displaystyle A} mit dem Richtungsvektor {\displaystyle {\vec {u}}={\begin{pmatrix}u_{1}\\u_{2}\\u_{3}\end{pmatrix}}}:
{\displaystyle {\vec {X}}={\vec {A}}+\lambda {\vec {u}}={\begin{pmatrix}a_{1}\\a_{2}\\a_{3}\end{pmatrix}}+\lambda {\begin{pmatrix}u_{1}\\u_{2}\\u_{3}\end{pmatrix}}}
Der Parameter {\displaystyle \lambda } kann alle reellen Zahlen als Wert annehmen und {\displaystyle {\vec {u}}} darf nicht der Nullvektor sein.

### Ebenen
Parametergleichung der Ebene (Punkt-Richtungs-Form)  durch den Punkt {\displaystyle A} mit den Richtungsvektoren {\displaystyle {\vec {u}}} und {\displaystyle {\vec {v}}}:
{\displaystyle {\vec {X}}={\vec {A}}+\lambda {\vec {u}}+\mu {\vec {v}}={\begin{pmatrix}a_{1}\\a_{2}\\a_{3}\end{pmatrix}}+\lambda {\begin{pmatrix}u_{1}\\u_{2}\\u_{3}\end{pmatrix}}+\mu {\begin{pmatrix}v_{1}\\v_{2}\\v_{3}\end{pmatrix}}}
Die Parameter {\displaystyle \lambda } und {\displaystyle \mu } können alle reellen Zahlen als Wert annehmen und die Vektoren {\displaystyle {\vec {u}},{\vec {v}}} müssen linear unabhängig sein (d. h. {\displaystyle {\vec {u}},{\vec {v}}\neq 0} und {\displaystyle {\vec {u}}} ist kein skalares Vielfaches von {\displaystyle {\vec {v}}})
 Parametergleichung einer Ebene (Drei-Punkte-Form)  durch die Punkte {\displaystyle A,B,C}:
{\displaystyle {\vec {X}}={\vec {A}}+\lambda \left({\vec {B}}-{\vec {A}}\right)+\mu \left({\vec {C}}-{\vec {A}}\right)={\begin{pmatrix}a_{1}\\a_{2}\\a_{3}\end{pmatrix}}+\lambda {\begin{pmatrix}b_{1}-a_{1}\\b_{2}-a_{2}\\b_{3}-a_{3}\end{pmatrix}}+\mu {\begin{pmatrix}c_{1}-a_{1}\\c_{2}-a_{2}\\c_{3}-a_{3}\end{pmatrix}}}
Die beiden Parameter {\displaystyle \lambda } und {\displaystyle \mu } können alle reellen Zahlen als Werte annehmen und die gegebenen Punkte {\displaystyle A,B} und {\displaystyle C} dürfen nicht auf einer Geraden liegen.
Normalengleichung der Ebene durch den Punkt {\displaystyle A} mit dem Normalenvektor {\displaystyle {\vec {n}}={\begin{pmatrix}n_{1}\\n_{2}\\n_{3}\end{pmatrix}}\neq 0} in vektorieller Schreibweise:
{\displaystyle {\vec {n}}\cdot \left({\vec {X}}-{\vec {A}}\right)=0} bzw. {\displaystyle {\begin{pmatrix}n_{1}\\n_{2}\\n_{3}\end{pmatrix}}\cdot {\begin{pmatrix}x_{1}-a_{1}\\x_{2}-a_{2}\\x_{3}-a_{3}\end{pmatrix}}=0}
 Koordinatengleichung 
{\displaystyle {\begin{pmatrix}a&b&c\end{pmatrix}}{\begin{pmatrix}x_{1}\\x_{2}\\x_{3}\end{pmatrix}}=ax_{1}+bx_{2}+cx_{3}=d} mit {\displaystyle a,b,c} nicht alle gleich 0.
 Überführen der Formen ineinander
- Parameterform in Normalenform:
{\displaystyle {\vec {n}}={\vec {u}}\times {\vec {v}}}
- Normalenform und Koordinatengleichung:
Die Normalenform ist dasselbe wie die Koordinatengleichung, nur ein wenig anders aufgeschrieben. Explizit: {\displaystyle a=n_{1},b=n_{2},c=n_{3}} und {\displaystyle d=n_{1}a_{1}+n_{2}a_{2}+n_{3}a_{3}}.
- Von der Parameterform zur Koordinatengleichung:
{\displaystyle {\begin{pmatrix}x_{1}\\x_{2}\\x_{3}\end{pmatrix}}={\vec {X}}={\vec {A}}+\lambda {\vec {u}}+\mu {\vec {v}}} definiert drei Gleichungen; man löse eine davon nach {\displaystyle \lambda } und eine andere nach {\displaystyle \mu } auf und setze dies in die verbleibende Gleichung ein.
- Von der Koordinatengleichung zur Parameterform:
Entweder findet man durch Ausprobieren drei nicht-kollineare Punkte in der Ebene und setzt diese in die Drei-Punkte-Form der Parametergleichung ein. Alternativ funktioniert auch folgender algorithmischer Ansatz: Da {\displaystyle a,b,c} nicht alle gleich 0 sind (sagen wir {\displaystyle c\neq 0}), lässt sich die Koordinatengleichung nach einer Koordinate auflösen und diese Koordinate ist also eine Funktion der beiden anderen: {\displaystyle x_{3}(x_{1},x_{2})={\tfrac {1}{c}}\left(d-ax_{1}-bx_{2}\right)}. Man findet nun drei nicht-kollineare Punkte in der Ebene, indem man nacheinander {\displaystyle (x_{1},x_{2})=(0,0)}, {\displaystyle (x_{1},x_{2})=(1,0)} und {\displaystyle (x_{1},x_{2})=(0,1)} einsetzt. D. h. explizit setzt man
{\displaystyle {\vec {A}}={\begin{pmatrix}0\\0\\x_{3}(0,0)\end{pmatrix}}}, {\displaystyle {\vec {B}}={\begin{pmatrix}1\\0\\x_{3}(1,0)\end{pmatrix}}} und {\displaystyle {\vec {C}}={\begin{pmatrix}0\\1\\x_{3}(0,1)\end{pmatrix}}}
in die Drei-Punkte-Form der Parametergleichung ein.

### Abstände
Abstand der Punkte {\displaystyle A,B}
{\displaystyle \left\vert {\overrightarrow {AB}}\right\vert =\left|{\vec {B}}-{\vec {A}}\right|={\sqrt {(b_{1}-a_{1})^{2}+(b_{2}-a_{2})^{2}+(b_{3}-a_{3})^{2}}}}
Abstand des Punkts {\displaystyle P} von der Geraden {\displaystyle g} in Parameterform {\displaystyle {\vec {X}}={\vec {A}}+\lambda {\vec {u}}}:
{\displaystyle d(P,g)={\frac {|({\vec {P}}-{\vec {A}})\times {\vec {u}}|}{|{\vec {u}}|}}}
Abstand des Punktes {\displaystyle P} von der Ebene {\displaystyle \epsilon } mit der Normalengleichung {\displaystyle n_{1}x_{1}+n_{2}x_{2}+n_{3}x_{3}+n_{0}=0} (siehe Hessesche Normalform):
{\displaystyle d(P,\epsilon )={\frac {\left|n_{1}p_{1}+n_{2}p_{2}+n_{3}p_{3}+n_{0}\right|}{\sqrt {{n_{1}}^{2}+{n_{2}}^{2}+{n_{3}}^{2}}}}}
Abstand des Punktes {\displaystyle P} von der Ebene {\displaystyle \epsilon } in Parameterform {\displaystyle {\vec {X}}={\vec {A}}+\lambda {\vec {u}}+\mu {\vec {v}}}:
{\displaystyle d(P,\epsilon )={\frac {|({\vec {P}}-{\vec {A}})\cdot ({\vec {u}}\times {\vec {v}})|}{|{\vec {u}}\times {\vec {v}}|}}}
Abstand der parallelen Ebenen {\displaystyle \epsilon } und {\displaystyle \epsilon '} mit den Normalengleichungen {\displaystyle n_{1}x_{1}+n_{2}x_{2}+n_{3}x_{3}+n_{0}=0} bzw. {\displaystyle n_{1}x_{1}+n_{2}x_{2}+n_{3}x_{3}+n_{0}'=0}:
{\displaystyle d(\epsilon ,\epsilon ')={\frac {\left|n_{0}-n_{0}'\right|}{\sqrt {{n_{1}}^{2}+{n_{2}}^{2}+{n_{3}}^{2}}}}}

### Projektionen
Orthogonalprojektion eines Punkts {\displaystyle B} auf eine Gerade {\displaystyle g} in Parameterform {\displaystyle {\vec {X}}={\vec {A}}+\lambda {\vec {u}}}:
{\displaystyle {\vec {P}}_{g}={\vec {A}}+{\frac {({\vec {B}}-{\vec {A}})\cdot {\vec {u}}}{{\vec {u}}\cdot {\vec {u}}}}\,{\vec {u}}}
Orthogonalprojektion eines Punkts {\displaystyle B} auf eine Ebene {\displaystyle \epsilon } in Normalenform {\displaystyle ({\vec {X}}-{\vec {A}})\cdot {\vec {n}}=0}:
{\displaystyle {\vec {P}}_{\epsilon }={\vec {B}}-{\frac {({\vec {B}}-{\vec {A}})\cdot {\vec {n}}}{{\vec {n}}\cdot {\vec {n}}}}\,{\vec {n}}}
Parallelprojektion in Richtung {\displaystyle {\vec {v}}} eines Punkts {\displaystyle B} auf eine Ebene {\displaystyle \epsilon } in Normalenform {\displaystyle ({\vec {X}}-{\vec {A}})\cdot {\vec {n}}=0}:
{\displaystyle {\vec {P}}_{\epsilon ,{\vec {v}}}={\vec {B}}-{\frac {({\vec {B}}-{\vec {A}})\cdot {\vec {n}}}{{\vec {v}}\cdot {\vec {n}}}}\,{\vec {v}}}

### Winkel
Schnittwinkel (kleinerer Winkel) {\displaystyle \epsilon } zwischen zwei Geraden mit den Richtungsvektoren {\displaystyle {\vec {u}}} und {\displaystyle {\vec {v}}}:
{\displaystyle \cos \epsilon ={\frac {\left|{\vec {u}}\cdot {\vec {v}}\right|}{\left|{\vec {u}}\right|\left|{\vec {v}}\right|}}={\frac {\left|u_{1}v_{1}+u_{2}v_{2}+u_{3}v_{3}\right|}{{\sqrt {{u_{1}}^{2}+{u_{2}}^{2}+{u_{3}}^{2}}}{\sqrt {{v_{1}}^{2}+{v_{2}}^{2}+{v_{3}}^{2}}}}}}
Schnittwinkel {\displaystyle \epsilon } zwischen einer Ebene mit dem Normalenvektor {\displaystyle {\vec {n}}} und einer Geraden mit dem Richtungsvektor {\displaystyle {\vec {u}}}:
{\displaystyle \sin \epsilon ={\frac {\left|{\vec {n}}\cdot {\vec {u}}\right|}{\left|{\vec {n}}\right|\left|{\vec {u}}\right|}}={\frac {\left|n_{1}u_{1}+n_{2}u_{2}+n_{3}u_{3}\right|}{{\sqrt {{n_{1}}^{2}+{n_{2}}^{2}+{n_{3}}^{2}}}{\sqrt {{u_{1}}^{2}+{u_{2}}^{2}+{u_{3}}^{2}}}}}}
Schnittwinkel {\displaystyle \epsilon } zwischen zwei Ebenen mit den Normalenvektoren {\displaystyle {\vec {m}}} und {\displaystyle {\vec {n}}}:
{\displaystyle \cos \epsilon ={\frac {\left|{\vec {m}}\cdot {\vec {n}}\right|}{\left|{\vec {m}}\right|\left|{\vec {n}}\right|}}={\frac {\left|m_{1}n_{1}+m_{2}n_{2}+m_{3}n_{3}\right|}{{\sqrt {{m_{1}}^{2}+{m_{2}}^{2}+{m_{3}}^{2}}}{\sqrt {{n_{1}}^{2}+{n_{2}}^{2}+{n_{3}}^{2}}}}}}

### Volumina
Volumen des Tetraeders {\displaystyle P_{0}P_{1}P_{2}P_{3}} (vergleiche Spatprodukt): ({\displaystyle {\vec {a}}:={\overrightarrow {P_{0}P_{1}}}\ ,\ {\vec {b}}:={\overrightarrow {P_{0}P_{2}}}\ ,\ {\vec {c}}:={\overrightarrow {P_{0}P_{3}}}})
{\displaystyle V={\Big |}{\frac {1}{6}}[{\vec {a}},{\vec {b}},{\vec {c}}]{\Big |}={\Big |}{\frac {1}{6}}{\begin{vmatrix}a_{x}&a_{y}&a_{z}\\b_{x}&b_{y}&b_{z}\\c_{x}&c_{y}&c_{z}\end{vmatrix}}{\Big |}}

### Kugeln
Kartesische Koordinaten
- Einheitskugel:
{\displaystyle {x_{1}}^{2}+{x_{2}}^{2}+{x_{3}}^{2}=1}
- Allgemein: (Mittelpunkt: {\displaystyle (a,b,c)})
{\displaystyle (x_{1}-a)^{2}+(x_{2}-b)^{2}+(x_{3}-c)^{2}=r^{2}}

Parameterform (im Ursprung)
{\displaystyle {\begin{pmatrix}x_{1}\\x_{2}\\x_{3}\end{pmatrix}}={\begin{pmatrix}r\,\sin \vartheta \cos \varphi \\r\,\sin \vartheta \sin \varphi \\r\cos \vartheta \end{pmatrix}}} mit {\displaystyle 0\leq \vartheta \leq \pi } und {\displaystyle 0\leq \varphi \leq 2\pi }
Mittelpunkt {\displaystyle {\vec {X}}} der Kugel durch vier Punkte {\displaystyle {\vec {A}},{\vec {B}},{\vec {C}}} und {\displaystyle {\vec {P}}}, die nicht in einer Ebene liegen:
{\displaystyle {\vec {X}}=\left({\begin{array}{c}x_{1}\\x_{2}\\x_{3}\end{array}}\right)={\frac {1}{2}}\left({\begin{array}{ccc}a_{1}-p_{1}&a_{2}-p_{2}&a_{3}-p_{3}\\b_{1}-p_{1}&b_{2}-p_{2}&b_{3}-p_{3}\\c_{1}-p_{1}&c_{2}-p_{2}&c_{3}-p_{3}\end{array}}\right)^{-1}\left({\begin{array}{c}{\vec {A}}\cdot {\vec {A}}-{\vec {P}}\cdot {\vec {P}}\\{\vec {B}}\cdot {\vec {B}}-{\vec {P}}\cdot {\vec {P}}\\{\vec {C}}\cdot {\vec {C}}-{\vec {P}}\cdot {\vec {P}}\end{array}}\right)}

### Flächen zweiter Ordnung
Ellipsoid mit den Halbachsen {\displaystyle a,b,c}, Mittelpunkt im Ursprung, Halbachsen parallel zur {\displaystyle x_{1},x_{2}} bzw. {\displaystyle x_{3}}-Achse:
{\displaystyle {\frac {{x_{1}}^{2}}{a^{2}}}+{\frac {{x_{2}}^{2}}{b^{2}}}+{\frac {{x_{3}}^{2}}{c^{2}}}=1}
Hyperboloid mit Halbachsen {\displaystyle a,b,c}:
{\displaystyle {\frac {x_{1}^{2}}{a^{2}}}+{\frac {x_{2}^{2}}{b^{2}}}-{\frac {x_{3}^{2}}{c^{2}}}=1}
Paraboloid mit Scheitel im Ursprung:
{\displaystyle {\frac {x_{1}^{2}}{a^{2}}}\pm {\frac {x_{2}^{2}}{b^{2}}}-2z=0}
Plus liefert ein elliptisches, minus ein hyperbolisches Paraboloid.
Kegel mit Halbachsen {\displaystyle a,b} der Ellipse, Spitze im Ursprung:
{\displaystyle {\frac {x_{1}^{2}}{a^{2}}}+{\frac {x_{2}^{2}}{b^{2}}}-{\frac {x_{3}^{2}}{c^{2}}}=0}